# 李振军
李振军（1920年6月5日—2008年3月9日），男，苗族，湖南凤凰县人。中国共产党党员，离休干部，中国人民解放军和中国人民武装警察部队未获将官军衔的高级将领。中国人民政治协商会议第七届全国委员会常务委员，中国人民武装警察部队原政治委员，中国共产党中华人民共和国公安部党组原成员。曾荣获三级独立自由勋章和二级解放勋章。

#### 参加革命
1936年李振军参加革命，1937年加入中国共产党。

#### 抗日战争时期
1937年进入中国人民抗日军政大学学习。后任中国人民抗日军政大学教育干事、党务干事，中国人民抗日军政大学第二分校指导员、宣传教育股股长、大队代教导员。
后至晋察冀军区作战，曾任晋察冀军区第一军分区政治部组织科副科长，并在延安陕北公学学习。

#### 第二次国共内战
第二次国共内战时期跟随中原野战军第十一纵队（即后第二野战军第十七军），逐渐升任第十七军副政委。

#### 中华人民共和国成立初期
中华人民共和国成立后任长期从事中国人民解放军政治思想工作，历任四十八军政治部秘书处处长、干部部部长，一四四师政治部副主任兵团干部部副部长，二十一兵团宣传部副部长，五十五军干部部副部长、部长，二一五师政治委员兼政治部主任，二一九师政治委员、广州军区政治部青年部部长，五十五军政治部主任，四十七军副政治委员等职。
1955年被授予上校军衔，1960年晋升大校军衔。

#### 文化大革命期间
文化大革命期间担任湖南省军区副政治委员，湖南省革命委员会副主任，中国共产党湖南省委员会书记，湘潭大学校长。

#### 改革开放后
1978年和贺龙女儿贺捷生结婚。
1978年由湖南省和湘潭大学领导职务调回部队，任中国人民解放军军事科学院政治部副主任。
1982年中国人民武装警察部队建立，历任中国人民武装警察部队副政治委员兼政治部主任、政治委员，中国共产党中国人民武装警察部队委员会副书记，1985年退役。
1988年至1993年担任中国人民政治协商会议第七届全国委员会常务委员。

#### 逝世
2008年3月9日在北京逝世，享年88岁。中国共产党中央委员会对此发布讣告，並稱他为“中国共产党的优秀党员，久经考验的忠诚的共产主义战士”。